# Aeroportul Internațional Afonso Pena
Aeroportul Internațional Afonso Pena (în portugheză Aeroporto Internacional Afonso Pena) (IATA: CWB, ICAO: SBCT) este un aeroport din São José dos Pinhais, Paraná, Brazilia ce deservește zona São José dos Pinhais. Aeroportul a fost tranzitat în 2022 de 4.930.211 pasageri. A fost deschis în 1945 și numit după Afonso Pena⁠(d).
Situat la o altitudine de 911 m, aeroportul dispune de 1 pistă. Este operat de Infraero⁠(d).

## Infrastructură

### Piste
Aeroportul dispune de o singură pistă. Pista 15/33 are suprafața de asfalt și dimensiunile 2.218 m × 45 m. 